# Osiek Jasielski (gmina)
Pour la localité, voir Osiek Jasielski.
Osiek Jasielski [ˈɔɕek jaˈɕelski] est une commune rurale de la Voïvodie des Basses-Carpates et du powiat de Jasło. Elle s'étend sur 60,5 km² et comptait 5338 habitants en 2010.
Elle se situe à environ 13 kilomètres au sud de Jasło et à 59 kilomètres au sud-ouest de Rzeszów, la capitale régionale.